# Desembarco de Larache
El Desembarco de Larache hace referencia a la acción militar que llevó a la ocupación de la ciudad marroquí de Larache por una fuerza española de infantería de marina, estableciendo un antecedente de la intervención militar en Marruecos y la posterior guerra del Rif.

## Contexto histórico

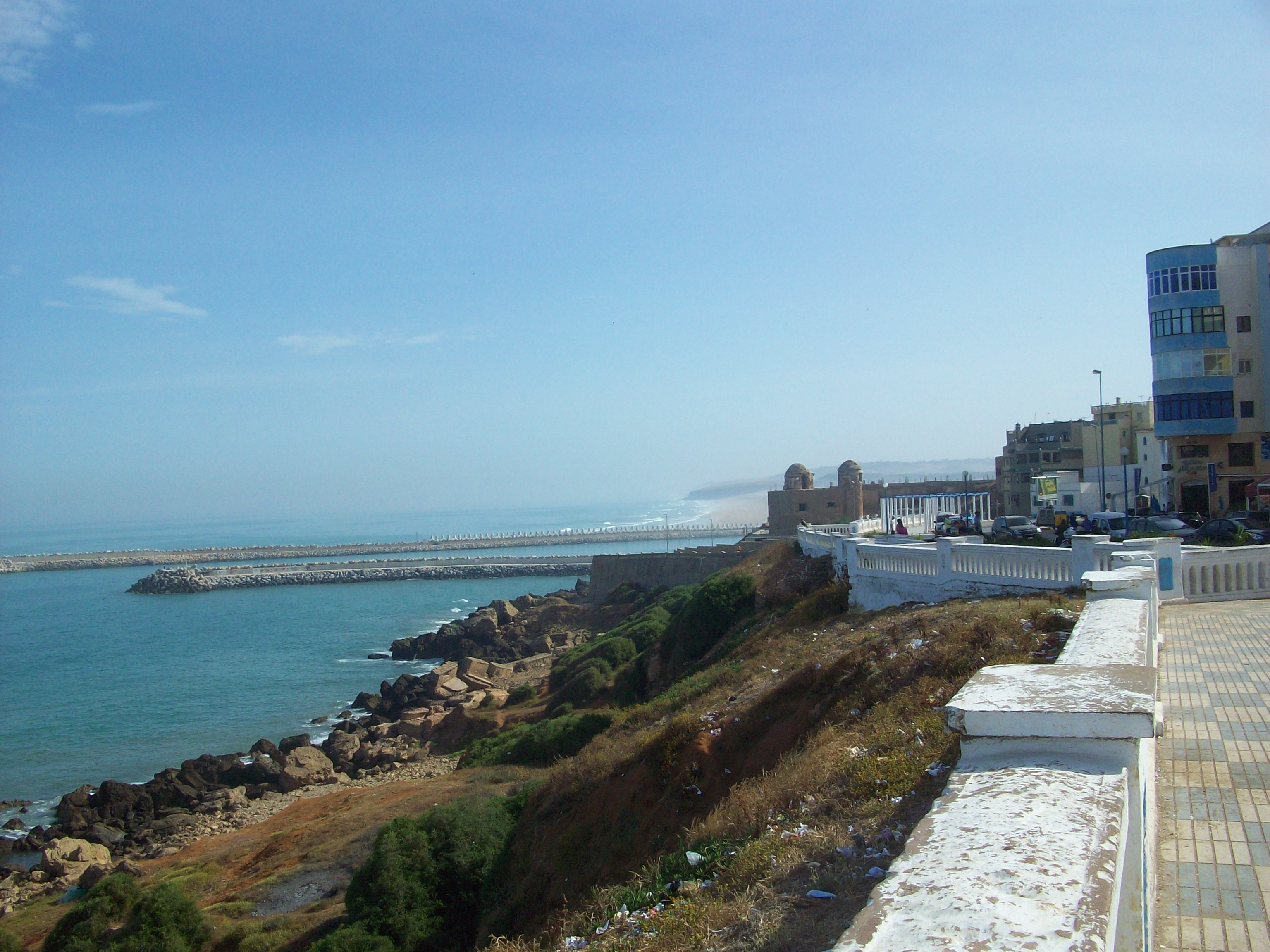
Zona donde se instaló el campamento español, con el castillo de San Antonio al fondo.

El noroeste del Magreb, donde ejercía su influencia el sultán de Marruecos estaba sumido a principios del S XX en el desorden y la violencia. Según el embajador británico en España a la sazón, Arthur Nicholson, la existencia de un país, un estado y un sultán marroquí con un poder más allá de Tánger, era una ficción, pues lo único que allí había era un conjunto de tribus y cábilas independientes y belicosas.
En 1904, el poder del sultán de Marruecos estaba limitado por las potencias que velaban por los intereses de sus nacionales en la zona. Así, ante cualquier delito, los residentes extranjeros sólo podían ser juzgados por los tribunales de su país de origen, y de acuerdo a su propia legislación. Estaban exentos generalmente del pago de impuestos, y sus empleados indígenas tenían el estatus de "protegidos", acogidos al mismo estatus jurídico que sus empleadores. Cuando el sultán dictaba cualquier medida que afectase a los residentes extranjeros, debía contar con el acuerdo de los consulados de las naciones interesadas. 
Por otra parte, la autoridad del sultán Abdelasis se veía socavada por la acción de jerifes como El Roghi en el oriente rifeño o el Raisuni —el caudillo de las montañas—, y disputada por su propio hermano Abdel Hafid, quien terminaría por derrocar a su hermano. 
Esta circunstancia fue aprovechada por los imperios coloniales para extender allí su influencia usándola como baza en el equilibrio de poder, lo que desembocó en la Primera Crisis Marroquí y en el aumento de las tensiones que terminarían con el estallido de la Primera Guerra Mundial.
La crisis fue momentáneamente resuelta en la Conferencia Internacional de Algeciras, por la que Alemania evita que el Magreb caiga bajo la única influencia de Francia, y se alcanza un compromiso para ejercer un protectorado en Marruecos con dos áreas de influencia, española y francesa.
La intervención militar francesa como respuesta a las revueltas contra el sultán, forzaba al gobierno español a apresurarse en tomar posiciones en las plazas del Protectorado donde España debía ejercer su influencia y empezar a desarrollar la industria minera y comercio de acuerdo con el los pactos franco españoles de 1904 y 1905 y las condiciones del  Acta de Algeciras. En la zona de influencia española acordada ya había asentamientos con presencia española, y en la misma de Larache había un tabor de policía indígena al mando del capitán Ovilo y Castelo. España y Francia estaban encomendadas para mejorar la administración del sultanato, para lo que disponían de una policía, pero no podían intervenir militarmente.
En esa situación, el Gobierno de Canalejas intervino sin dilación con el fin de mantener su influencia política y económica en la región. Con esta acción, el sultán Abdelasis veía una oportunidad para anular el poder de El Raisuni, mientras que este esperaba que la intervención española favoreciera sus intereses en contra del sultán.
Los acuerdos del Acta de Algeciras no evitaron la “segunda crisis marroquí” o Crisis de Agadir, iniciada con la ocupación francesa de Fez el 21 de mayo de 1911, la ocupación militar española de Larache, Arcila y Alcazarquivir unas semanas más tarde, y desatada con la llegada del cañonero alemán Panther al puerto de Agadir el 1 de julio.

## Desarrollo de las operaciones

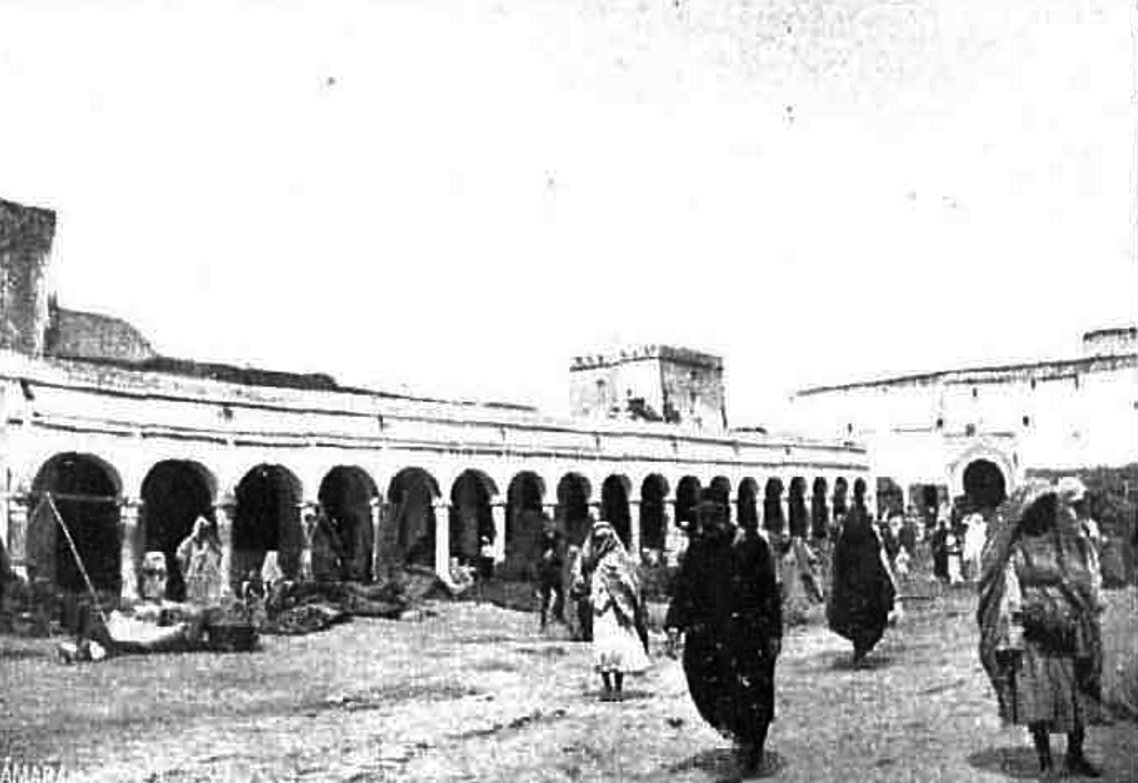
El zoco de Larache en 1911.

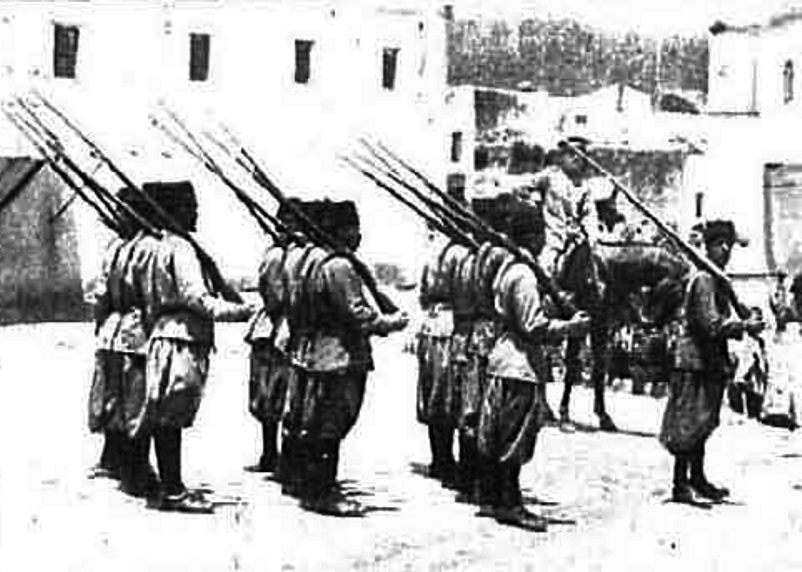
Policía indígena del tabor de Larache.

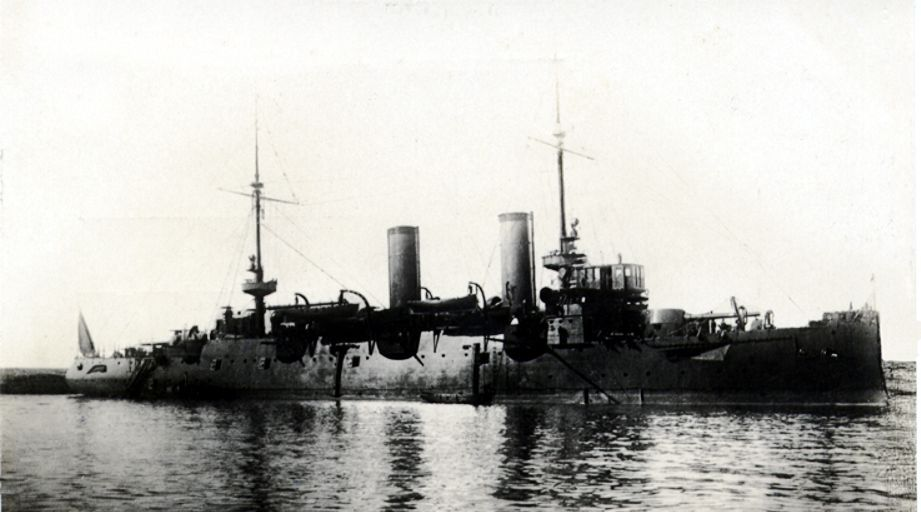
El crucero Cataluña.

El aumento de motines y desórdenes en 1911 desembocó en una violenta revuelta en Fez, que provocó la ocupación militar de la plaza por el ejército francés, desde donde empezó a extenderse hasta la zona de influencia española, lo que contravenía lo acordado en el Acta de Algeciras. La acción gala en Túnez despertó la indignación de la opinión pública española, que veía en ella una flagrante agresión a los acuerdos de Algeciras, que tan sólo preveían la presencia de 2.500 policías indígenas al mando de 20 oficiales españoles y franceses en los ocho puertos abiertos al libre comercio; se sospechaba que Francia quería repetir lo hecho en 1864 para apropiarse de Túnez (aquella vez se lo "quitaron" a Italia).  Canalejas advirtió que si Francia mantenía la ocupación, España haría lo mismo en las plazas estratégicas de su influencia, zona así mismo muy castigada por la violencia de alguna cábila. Según aseguró el conde de Romanones, hubo agentes de la máxima autoridad que le manifestaron estar convencidos de que si la respuesta española se hubiese demorado sólo unas horas, esas plazas hubieran acabado en manos francesas.
Desde finales del mes de mayo, se observó una extraordinaria actividad en diversas unidades del Ejército y la Armada, y a primeros de junio se concentraron en San Fernando los regimientos de infantería de Marina primero y tercero, donde realizaron maniobras de desembarco. El día 3 embarcaron las compañías primera y segunda del Primer Batallón del Primer Regimiento en el Almirante Lobo, y la tercera en el crucero Cataluña. Zarparon por la tarde, y en la mañana del 4 fondearon a 6 cables (algo más de un km) de la barra de Larache, formada por la desembocadura del Lucus sobre la que se asienta la población. Al poco, llegó al Cataluña el lanchón marroquí de sanidad, con un médico a bordo. Los marroquíes, preguntados por tripulantes del crucero español, manifestaron un gran deseo de que desembarcase el contingente. Ya por la tarde, embarcaron en el crucero el cónsul español y el capitán jefe de la policía indígena, quienes despacharon con el jefe de la expedición. 
Permaneció expectante la expedición tres días más esperando acontecimientos e instrucciones del consulado, hasta que en la noche del 7 al 8, con luna llena, desembarcaron los infantes de marina junto con la sección de artillería de desembarco del Cataluña. La tropa fue bien recibida por los larachenses, que daban muestras de afecto y simpatía. Acamparon los españoles al oeste de la plaza, en una meseta cortada por acantilados que se precipitan al Atlántico, e inmediatamente se mandó a la mayor parte del contingente, junto con la sección de artillería del Cataluña, a Alcazarquivir, donde el asalto de las cábilas rebeldes parecía inminente.  El desembarco se realizó sin combates ni oposición alguna.
Las circunstancias pacíficas de la ocupación se vieron facilitadas por las gestiones del cónsul español Juan Zugasti con el caudillo El Raisuni, sherif del Yebala. En los días siguientes llegaron a Larache más tropas españolas, que empezaron a progresar hacia Alcazarquivir y Arcila: el día 12 de la cuarta compañía del primer batallón de infantería de Marina, el regimiento de caballería de Vitoria; el 22 otro batallón más de infantería de marina...
Con la ocupación de Larache y otras plazas en la región (como Chauen o Alcazarquivir) se pretendía la estabilización del territorio, que tras las negociaciones alcanzadas en el Tratado de Fez finalmente se convertiría en un Protectorado español. Sin embargo la situación en la zona fue haciéndose más volátil, hasta desembocar abiertamente en un conflicto armado.[cita requerida]